# Martin Krsek
Martin Krsek (* 25. června 1974 Ústí nad Labem) je český politik, historik, publicista a scenárista, od roku 2022 senátor za obvod č. 31 – Ústí nad Labem, od roku 2014 zastupitel města Ústí nad Labem (v roce 2021 krátce též radní města), od roku 2018 zastupitel městského obvodu Ústí nad Labem-Střekov, nestraník za hnutí SEN 21.

## Život
Vystudoval obor kulturně-historická regionalistika se specializací stavební historie na Filozofické fakultě Univerzity Jana Evangelisty Purkyně v Ústí nad Labem (získal titul Mgr.).
Původně pracoval jako novinář. Od roku 2007 je zaměstnaný v Muzeu města Ústí nad Labem, kde je vedoucím historického oddělení. Obě tyto profese často propojuje jako popularizátor regionální historie. Vyučuje též na univerzitě třetího věku.
Napsal řadu knih a filmových scénářů a je dlouholetým redaktorem reportáží populárního pořadu České televize Toulavá kamera, v němž divákům odhaluje krásy Ústeckého kraje. Mimo jiné je spoluautorem unikátní internetové databáze ústecké architektury www.usti-aussig.net.
Martin Krsek žije ve městě Ústí nad Labem.

## Politické působení
V komunálních volbách v roce 2014 byl zvolen jako nezávislý na kandidátce subjektu „PRO! Ústí“ (tj. nezávislí kandidáti, SZ, hnutí STAN a Piráti) zastupitelem města Ústí nad Labem. Mandát zastupitele města pak obhájil ve volbách v roce 2018 jako nezávislý na kandidátce subjektu „PRO! Ústí“ (tj. nezávislí kandidáti, Zelení a Piráti). V únoru 2021 se stal radním města pro oblast kultury. Již v listopadu 2021 však na tuto funkci rezignoval. Také ve volbách v roce 2022 byl zvolen zastupitelem města, a to jako nezávislý na kandidátce subjektu „PRO! Ústí“ (tj. nezávislí kandidáti, Zelení a Piráti).
V komunálních volbách v roce 2018 byl též zvolen zastupitelem městského obvodu Ústí nad Labem-Střekov, a to jako nezávislý na kandidátce subjektu „PRO! Ústí“ (tj. nezávislí kandidáti a Piráti). Ve volbách v roce 2022 mandát zastupitele městského obvodu za stejný subjekt obhájil.
V krajských volbách v roce 2020 kandidoval jako nestraník za hnutí JsmePRO! na kandidátce subjektu "Spojenci pro kraj", kterou vytvořily hnutí JsmePRO!, Zelení, TOP 09 a SNK ED do Zastupitelstva Ústeckého kraje, ale neuspěl.
Ve volbách do Senátu PČR v roce 2022 kandidoval jako nestraník za hnutí SEN 21 v obvodu č. 31 – Ústí nad Labem. Jeho kandidaturu podporovali též Zelení, JsmePRO! Kraj, Piráti a LES. V prvním kole skončil druhý s podílem hlasů 19,16 %, a postoupil tak do druhého kola, v němž se utkal s kandidátem hnutí ANO Petrem Nedvědickým. Ve druhém kole nakonec zvítězil poměrem hlasů 67,71 % : 32,28 %, a stal se tak senátorem.
V Senátu je členem Senátorského klubu SEN 21 a Piráti, Stálé komise Senátu pro krajany žijící v zahraničí, Výboru pro územní rozvoj, veřejnou správu a životní prostředí, Podvýboru pro regiony v transformaci Výboru pro územní rozvoj, veřejnou správu a životní prostředí, je rovněž ověřovatelem Senátu.